# Алмонд, Дэвид
Дэвид Амонд (Алмонд) (англ. David Almond) — английский писатель

, известный прежде всего как автор произведений, ориентированных на детскую и подростковую аудиторию, и написанных в жанре магического реализма. В 2010 году Амонд стал лауреатом Премии имени Х. К. Андерсена, вручаемой за вклад в детскую литературу.

## Биографические сведения
Дэвид Алмонд родился в городе Ньюкасл-апон-Тайн 15 мая 1951 года в католической семье. Он получил образование в Университете Восточной Англии, затем в течение пяти лет работал учителем. Некоторое время Алмонд жил в коммуне художников и писателей, после чего вернулся в родной Ньюкасл.

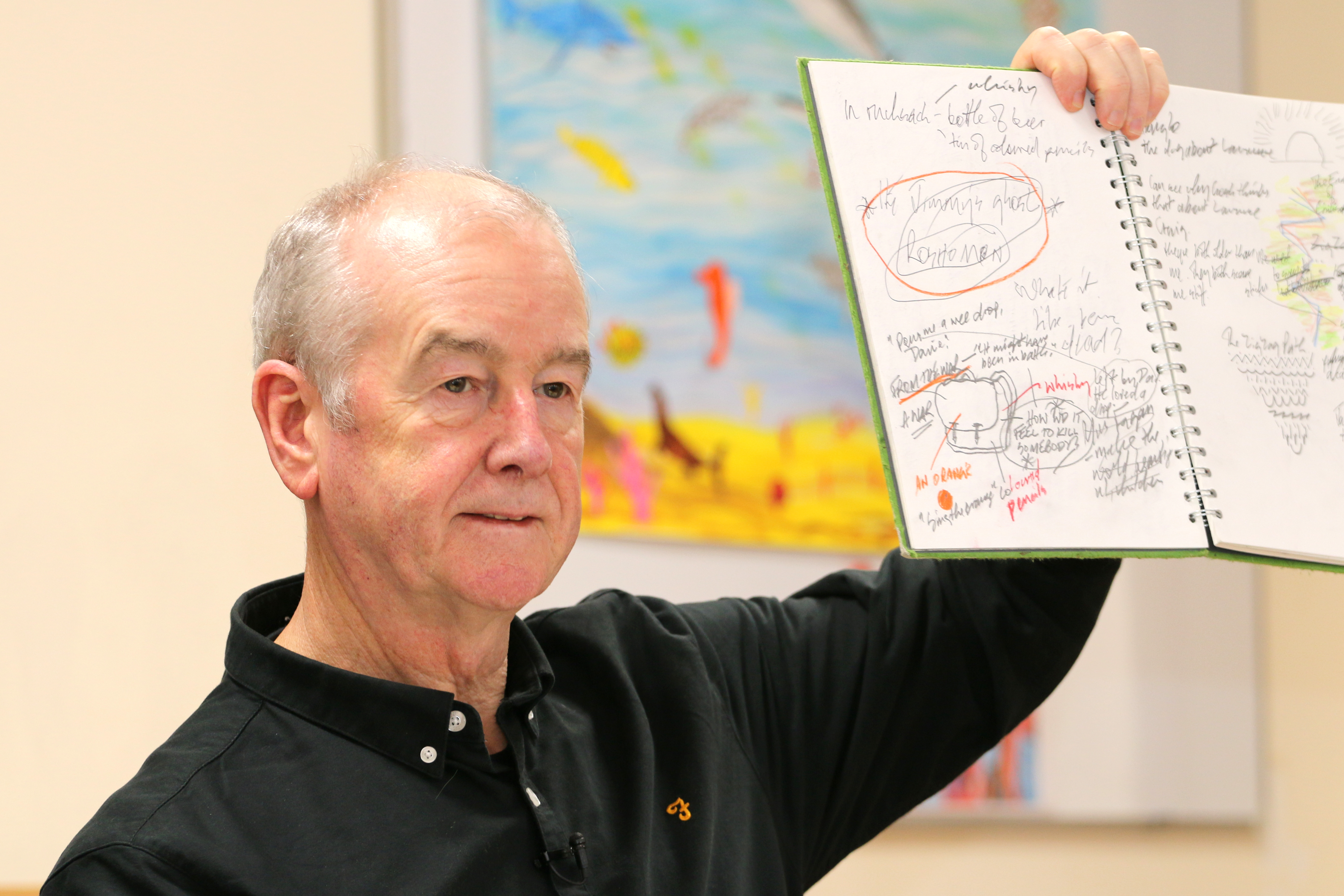
Дэвид Алмонд на встрече с читателями в Российской государственной детской библиотеке.

На вопросы о произношении своей фамилии писатель отвечает: «Точно как миндальный орех», то есть almond [a: mond].

## Творчество
В 1985 году была опубликована первая книга Алмонда, «Бессонные ночи» (англ. Sleepless Nights), сборник рассказов, ориентированный на взрослую аудиторию. Первый детский роман писателя вышел в свет в 1998 году, и носил название «Скеллиг» (англ. Skellig) — перевод на русский язык Ольги Варшавер. Книга получила широкий успех, на основе её сюжета был снят одноимённый фильм, была поставлена театральная постановка и опера. Алмонд получил Медаль Карнеги и Уитбредовскую премию.
Следующее произведение писателя, «Kit’s Wilderness», опубликованное в 1999 году стало обладателем премии имени Майкла Принса Американской библиотечной ассоциации.
Книга «The Fire-Eaters», опубликованная в 2003 году получила Уитбредовскую премию в категории «Лучшая детская книга».
Роман «Глина» (англ. Clay), опубликованный в 2005 году был номинирован на получение премии «Guardian», а также включён Американской библиотечной ассоциацией в список лучших книг 2007 года для подростков. Роман был экранизирован в 2008 году.
Работы Алмонда переведены более чем на 20 языков. В 2010 году он стал лауреатом Премии имени Х. К. Андерсена, часто называемой «Нобелевской премией для детских писателей».
Сейчас писатель со своей семьёй живёт в графстве Нортумберленд на северо-востоке Англии.
В 2020 году по мотивам романа «Ангелино Браун» в Пермском ТЮЗе был снят одноимённый театральный сериал, состоящий из 9 серий. Адаптацией текста занимался драматург Илья Губин.